# 攻擊指數
攻擊指數(TA, Total Average)是一個棒球統計指數，首先於1970年代由運動專欄作家Thomas Boswell使用，主要用來測量一位打者的總共攻擊貢獻。
TA攻擊指數為1.000，則表示該名球員攻佔壘包的數目剛好等於他製造的出局數。若數據越高代表球員越不容易出局，攻擊威脅性越大。
此數據能更準確的說明該名選手的整體功擊能力。(常用的OPS只著重於打擊區表現)
TA攻擊指數也能當作該名球員對球隊的貢獻程度。

## 計算式
攻擊指數(TA)的基本計算程式是：
{\displaystyle TA={\begin{matrix}{\frac {TB+HBP+W+SB}{AB-H+CS+GDP}}\end{matrix}}}
在這裡：
- TB = 壘打數
- HBP = 被觸身球次數
- W = 四壞球保送數
- SB = 盜壘成功數
- CS = 盜壘失敗數
- AB = 打數
- H = 安打數
- GDP = 雙殺打數